# بوشنوية جميلة السنابل
بوشنوية جميلة السنابل (الاسم العلمي:Buchenavia callistachya) هي نوع من النباتات يتبع جنس البوشنوية من الفصيلة القمبريطية.